# Cercottes
Cercottes – miejscowość i gmina we Francji, w Regionie Centralnym, w departamencie Loiret.
Według danych na rok 1990 gminę zamieszkiwały 684 osoby, a gęstość zaludnienia wynosiła 28 osób/km² (wśród 1842 gmin Regionu Centralnego Cercottes plasuje się na 556. miejscu pod względem liczby ludności, natomiast pod względem powierzchni na miejscu 511.).